# Distribució de Weibull
En teoria de la probabilitat i en estadística, la distribució de Weibull (batejada en honor de Waloddi Weibull) és una distribució de probabilitat contínua.
La distribució de Weibull s'utilitza habitualment per a l'anàlisi de dades de supervivència, degut a la seva flexibilitat i tractabilitat matemàtica. Pot imitar el comportament d'altres distribucions com la distribució normal quan k=3.4 i reproduir exactament la distribució exponencial quan k=1.
Si la funció de risc decreix al llarg del temps, aleshores k < 1. Si és constant, k = 1. Si creix al llarg del temps, k > 1.
La funció de risc ajuda a comprendre què està causant les morts/fallides:
- Un risc decreixent suggereix "mortalitat infantil". És a dir, els ítems defectuosos fallen al principi i, per tant, a mesura que avança el temps només queden els ítems no defectuosos, i el risc de fallida disminueix.

- Un risc constant suggereix que no hi ha ítems defectuosos, i que els ítems no es desgasten amb el temps.

- Un risc creixent indica que els ítems es desgasten i, per tant, a mesura que avança el temps augmenta el risc d'una fallida.

## Caracterització

### Funció de densitat de probabilitat
La seva funció de densitat de probabilitat és
{\displaystyle f(x;k,\lambda )={k \over \lambda }\left({x \over \lambda }\right)^{k-1}e^{-(x/\lambda )^{k}}\,}
per a {\displaystyle x\geq 0} i f(x; k, λ) = 0 per a x < 0, on {\displaystyle k>0} és el paràmetre de forma i {\displaystyle \lambda >0} és el paràmetre d'escala.

### Funció de distribució
La funció de distribució pot calcular-se de forma explícita, fet que fa la distribució de Weibull atractiva per a modelar certs tipus de dades, com per exemple en l'anàlisi de la supervivència.
{\displaystyle F(x;k,\lambda )=1-e^{-(x/\lambda )^{k}}}

### Funció de risc
{\displaystyle h(x;k,\lambda )={k \over \lambda }\left({x \over \lambda }\right)^{k-1}.}

## Propietats
Mitjana: {\displaystyle \lambda \Gamma \left(1+{\frac {1}{k}}\right)\,}
Mediana: {\displaystyle \lambda \ln(2)^{1/k}\,}
Moda: {\displaystyle \lambda \left({\frac {k-1}{k}}\right)^{\frac {1}{k}}\,} if {\displaystyle k>1}
Variància: {\displaystyle \lambda ^{2}\Gamma \left(1+{\frac {2}{k}}\right)-\mu ^{2}\,}
Asimetria: {\displaystyle {\frac {\Gamma (1+{\frac {3}{k}})\lambda ^{3}-3\mu \sigma ^{2}-\mu ^{3}}{\sigma ^{3}}}}
Moment d'ordre n: {\displaystyle m_{n}=\lambda ^{n}\Gamma (1+n/k)\,}, on {\displaystyle \Gamma } és la funció Gamma.

## Generalització
Existeix una genelització de la distribució de Weibull, que empra tres paràmetres. La funció de densitat de probabilitat és:
{\displaystyle f(x;k,\lambda ,\theta )={k \over \lambda }\left({x-\theta  \over \lambda }\right)^{k-1}e^{-({x-\theta  \over \lambda })^{k}}\,}
per a {\displaystyle x\geq \theta } i f(x; k, λ, θ) = 0 per x < θ, on {\displaystyle k>0} és el paràmetre de forma, {\displaystyle \lambda >0} és el paràmetre d'escala i {\displaystyle \theta } és el paràmetre de localització. Quan θ=0, aquesta expressió es redueix a la distribució Gamma de dos paràmetres.
La funció de distribució és
{\displaystyle F(x;k,\lambda ,\theta )=1-e^{-({x-\theta  \over \lambda })^{k}}}
per a x ≥ θ, i F(x; k, λ, θ) = 0 per a x < θ.

## Generació de valors aleatoris
Donada una observació aleatòria U obtinguda de la distribució uniforme en l'interval (0, 1), aleshores
{\displaystyle X=\lambda (-\ln(U))^{1/k}\,}
segueix una distribució de Weibull amb paràmetres k i λ.
Aquest resultat és una conseqüència immediata d'aplicar la transformació de distribució inversa.

## Distribucions relacionades
- {\displaystyle X\sim \mathrm {Exponential} (\lambda )} és una distribució exponencial si {\displaystyle X\sim \mathrm {Weibull} (\gamma =1,\lambda ^{-1})}.
- {\displaystyle X\sim \mathrm {Rayleigh} (\beta )} és una distribució de Rayleigh si {\displaystyle X\sim \mathrm {Weibull} (\gamma =2,{\sqrt {2}}\beta )}.
- {\displaystyle \lambda (-\ln(X))^{1/k}\,} segueix una distribució de Weibull si {\displaystyle X\sim \mathrm {Uniform} (0,1)}.
- Si X segueix una distribució de Weibull, 1/X segueix una distribució de Weibull inversa amb funció de densitat de probabilitat {\displaystyle f(x;k,\lambda )=(k/\lambda )(\lambda /x)^{(k+1)}e^{-(\lambda /x)^{k}}}
- Vegeu també la distribució generalitzada del valor extrem.